# 心磷脂

心磷脂

心磷脂（英語：Cardiolipin），一种磷脂，亦称双磷脂酰甘油。是潘伯恩（Mary C. Pangborn）1941年从新鲜的牛心肌中分离出来的，心磷脂广泛存在于植物、微生物、高等动物界。心磷脂主要存在于动物细胞中线粒体的内膜，15%的磷脂存在心肌。